# Fort St. John
Fort St. John – miasto w Kanadzie, w prowincji Kolumbia Brytyjska.